# HD 220074
Désignations
HD 220074 est une étoile géante rouge située dans la constellation de Cassiopée. Elle est à la limite de la visibilité à l’œil nu avec sa magnitude apparente de 6,40. L'étoile est distante d'environ ∼ 1 080 a.l. (∼ 331 pc) de la Terre et elle se rapproche du Système solaire avec une vitesse radiale de −37 km/s. Autour d'elle orbite HD 220074 b, une exoplanète superjovienne découverte en 2012.

## Propriétés
HD 220074 est une géante rouge de type spectral M2III, dont la température de surface est d'environ 3 900 K. Sa masse n'est supérieure à celle du Soleil que de 20 %, mais son rayon est de l'ordre de soixante rayons solaires. Elle est un peu moins de 800 fois plus lumineuse que le Soleil.

## Système planétaire
Une planète superjovienne, HD 220074 b, orbite autour de HD 220074. Découverte en 2012 par la méthode des vitesses radiales, elle fut l'une des premières planètes identifiées autour d'une géante de classe M. De masse estimée à 11,1 (± 1.8) MJ, HD 220074 b est proche de la limite inférieure de masse d'une naine brune.